# 크리스마스 크래커

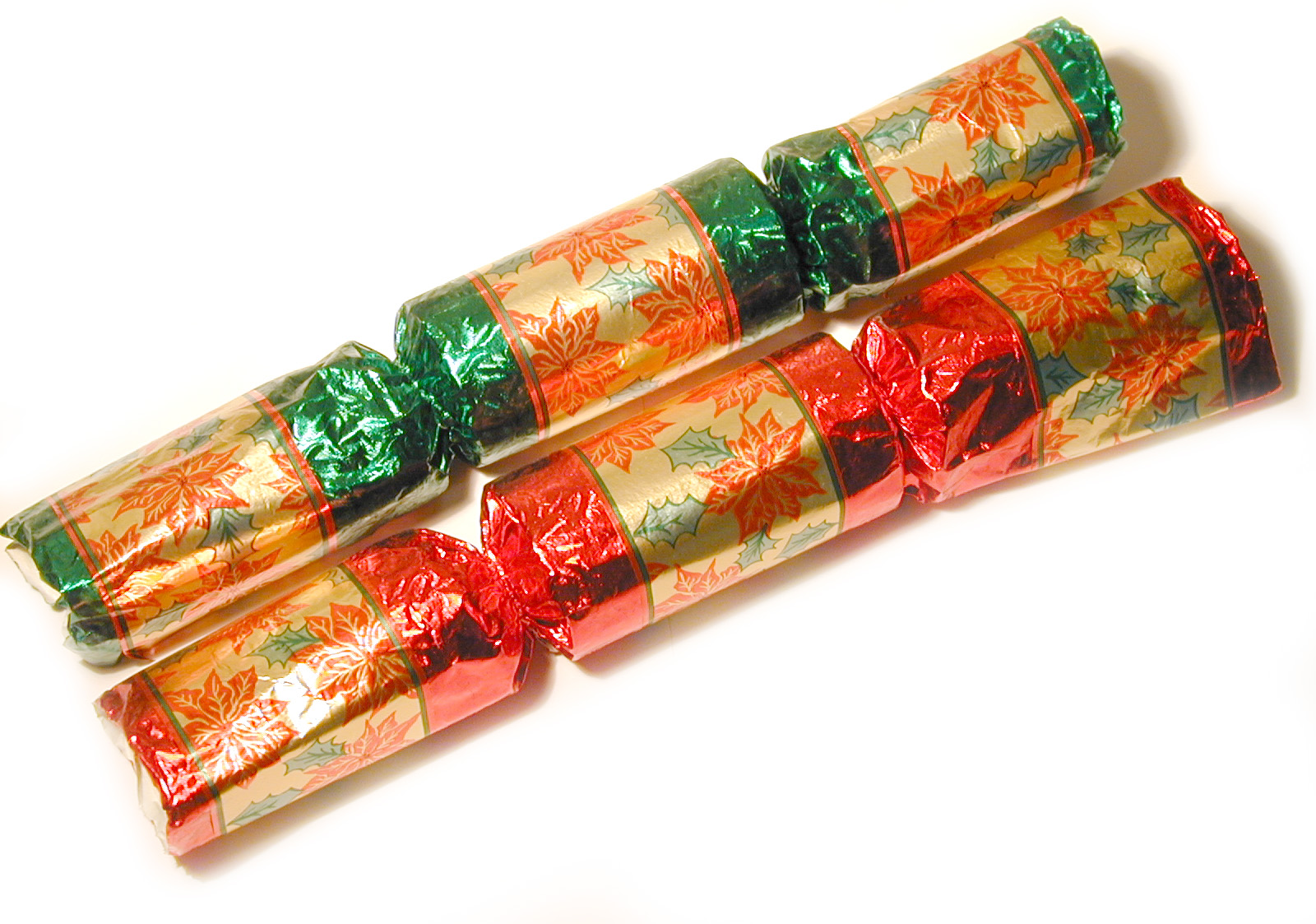
크리스마스 크래커

크리스마스 크래커(영어: Christmas cracker)는 보통 크리스마스 파티에서 2명이서 잡아당기면 소리를 내서 열면 작은 선물이나 농담이 들어 있는 튜브이다. 보통 영국, 아일랜드, 오스트레일리아, 캐나다, 뉴질랜드, 남아프리카 공화국 등과 같은 영연방에서 크리스마스 축하에서 행해진다.
크리스마스 크래커의 튜브 가운데에는 작은 선물이나 농담이 써진 종이가 있고 포장지를 꼬아 포장한 2개의 판지로 되어있다. 2명이서 끝을 잡아당기면 작은 폭발을 내고 한 쪽으로 쪼개지면서 가운데 부분을 잡은 사람이 상품을 타가게 된다.

## 기원
크리스마스 크래커는 영국의 전통으로써 1850년대 초기인 빅토리아 시대로부터 전해오고 있다. 톰 스미스는 포장지를 꼬아서 포장한 아몬드 봉봉에 사랑 메시지 등을 넣기로 했고, 남자들은 여자에게 선물하기 위해 많이 구매했다. 또, 스미스는 통나무가 타닥거리는 소리를 듣고, 통나무 모양 포장 안에서 펑 소리와 메시지가 있게 하였다. 그 후, 설탕 아몬드를 작은 선물에 대체했다. 종이 모자는 1900년대 초에 추가되었고, 사랑 메시지들은 농담으로 바꿨다. 그 후 축제 전통으로 되어 오고, 많은 가정에서 크리스마스 때가 되면 크리스마스 크래커가 한 관습으로 자리잡았다.